# Nederlandse Muziekprijs
El Nederlandse Muziekprijs (Premio de Música Holandesa) es un honor otorgado por el Ministerio de Educación, Cultura y Ciencia de los Países Bajos a un músico que trabaja en música clásica. Es el más alto honor de este tipo en la música holandesa. El Nederlandse Muziekprijs se concede por recomendación del Comité Asesor del Premio Holandés de Música. 
El Fondo para el Arte Amateur y las Artes Escénicas (Fonds Amateurkunst en Podiumkunsten) inicialmente distribuyó los premios. 
A partir de 2007, los premios fueron supervisados por el Fondo Holandés para las Artes Escénicas (Nederlands Fonds voor Podiumkunsten). En 2010, el Fondo de Artes Escénicas (Fonds Podiumkunsten) se hizo cargo de los premios.  
El comité asesor realiza un seguimiento del candidato durante un período de dos años, durante el cual el candidato realiza un programa de estudios acordado por el comité. Se le asigna un mentor y trabaja con los mejores músicos y entrenadores en el país y en el extranjero. No solo el desarrollo musical, sino también las relaciones públicas, el marketing y la planificación de la carrera pueden ser parte del proceso. 
Al final del proceso de estudio, si el candidato ha mostrado un desarrollo positivo, el comité decide después de un concierto o examen si otorga el premio. 

## Ganadores
- 1981: Hans Roelofsen (contrabajo)
- 1984: Ronald Brautigam (piano)
- 1984: Jard van Nes (mezzosoprano)
- 1985: Wout Oosterkamp (bajo-barítono)
- 1987: Martijn van den Hoek (piano)
- 1987: Olga de Roos (saxofón)
- 1988: Jacob Slagter (trompa)
- 1989: Theodora Geraets (violín)
- 1991: Arno Bornkamp (saxofón)
- 1992: Pieter Wispelwey (violonchelo)
- 1993: Manja Smits (arpa)
- 1994: Quirine Viersen (violonchelo)
- 1996: Godelieve Schrama (arpa)
- 1997: Geert Smits (barítono)
- 1999: Pauline Oostenrijk (oboe)
- 2003: Janine Jansen (violín)
- 2004: Jörgen van Rijen (trombón)
- 2006: Liza Ferschtman (violín)
- 2007: Gwyneth Wentink (arpa)
- 2008: Christianne Stotijn (mezzosoprano)
- 2009: Lavinia Meijer (arpa)
- 2009: Bram van Sambeek (fagot)
- 2010: Ties Mellema (saxofón)
- 2010: Erik Bosgraaf (flauta dulce)
- 2010: Izhar Elias (guitarra)
- 2010: Henk Neven (barítono)
- 2012: Rick Stotijn (contrabajo)
- 2016: Hannes Minnaar (piano)
- 2016: Remy van Kesteren (arpa)
- 2017: Rob van de Laar (trompa)
- 2018: Peter Gijsbertsen (tenor)
- 2018: Maria Milstein (violín)
- 2019: Dominique Vleeshouwers (percusión)
- 2020: Lucie Horsch (flauta dulce)
- 2021: Sebastiaan Kemner (trombón)
- 2022: Thomas Beijer (piano)
- 2023: Raoul Steffani (barítono)
- 2024: Laurent de Man (órgano)[1]
- 2024: Elisabeth Hetherington (soprano)[2][3]
- 2024: Vincent van Amsterdam (Acordeón) [4][5]